# ستيف فان بيرن
ستيف فـان بيرن (بالإنجليزية: Steve Van Buren)‏ هو لاعب كرة قدم أمريكية أمريكي، ولد في 28 ديسمبر 1920 في لا سيبا في هندوراس، وتوفي في 23 أغسطس 2012 في لانكستر في الولايات المتحدة بسبب ذات الرئة.

## وصلات خارجية
- ستيف فـان بيرن على موقع مرجع كرة القدم المحترفة.كوم (الإنجليزية)
- ستيف فـان بيرن على موقع كلية كرة القدم في سبورتس رفرنس.كوم (الإنجليزية)
- ستيف فـان بيرن على موقع قاعة لويزيانا للمشاهير الرياضية (الإنجليزية)
- ستيف فـان بيرن على موقع إن إن دي بي (الإنجليزية)